# Kon Tum

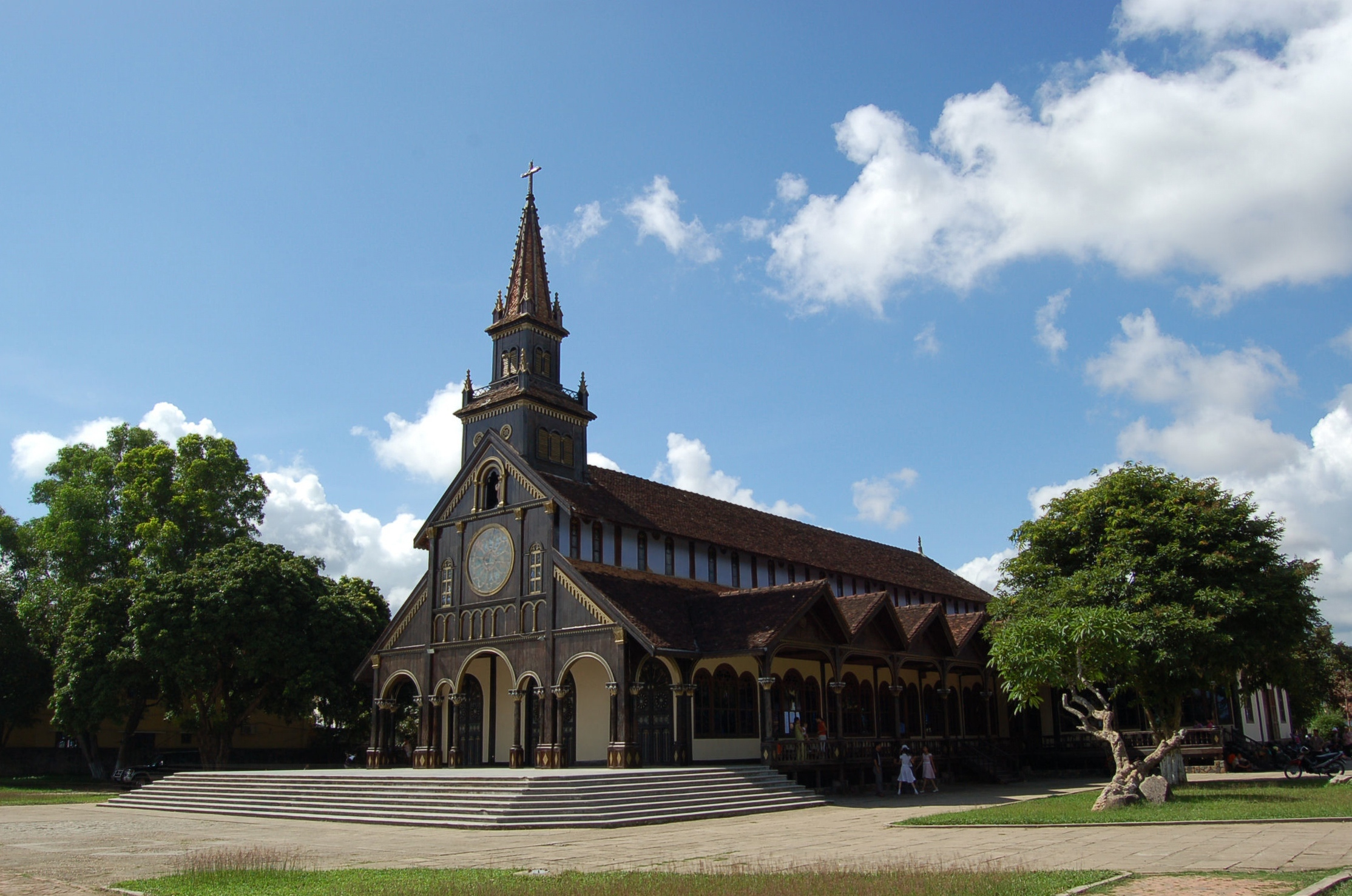
Kyrka i Kon Tum.

Kon Tum är en stad i Vietnam och är huvudstad i provinsen Kon Tum. Folkmängden uppgick till 143 099 invånare vid folkräkningen 2009, varav 86 362 invånare bodde i själva centralorten.